# 스테판 기바르쉬
스테판 피에르 이브 기바르쉬(Stéphane Pierre Yves Guivarc'h, 1970년 9월 6일~)는 공격수로 활동했던 프랑스의 전 축구선수이다. 자국에서 열린 1998년 FIFA 월드컵에서 우승을 거둔 프랑스 대표팀에 속했다.